# Pierre Séguier
Pour l’article homonyme, voir Séguier.
Pierre Séguier, né le 28 mai 1588 à Paris, et mort le 28 janvier 1672 à Saint-Germain-en-Laye, est un homme politique et magistrat français, sous Louis XIII et Louis XIV. Il est chancelier de France à partir de 1635.

## Biographie

### Famille et enfance

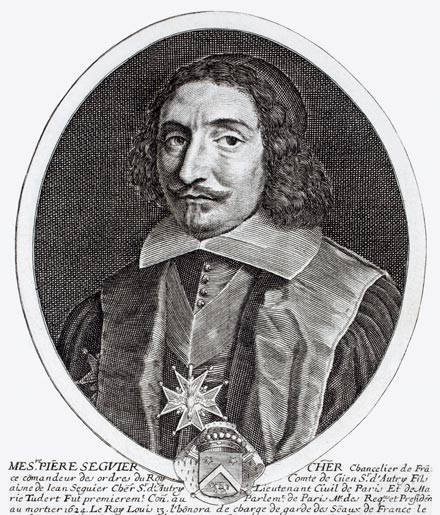

Descendant de Jacques Cœur, Pierre II Séguier, seigneur d'Autry (seigneurie du Vieux-Château), comte de Gien, baron de Villemor et seigneur de Saint-Liébault, est fait duc de Villemor (en janvier 1650). Il est fils de Jean Séguier et petit-fils du magistrat Pierre Ier Séguier (1504-1580), issu d'une famille réputée de juristes originaire de Saint-Pourçain-sur-Sioule, malgré ses prétentions à se rattacher à une famille féodale homonyme originaire quant à elle du Quercy. Son père, Jean Séguier, seigneur d'Autry, occupait les fonctions de lieutenant civil de Paris au moment de sa mort prématurée en 1596.
Pierre Séguier, d'abord élève du collège des jésuites de La Flèche[réf. nécessaire], fut élevé par son oncle, Antoine Séguier (1552-1624).
Il épouse Madeleine Fabry, avec qui il eut :
- Marie Séguier (1618-1710), qui épouse le neveu de Richelieu, Pierre César de Cambout, marquis de Coislin et lieutenant des armées du Roi, puis qui épouse en secondes noces Guy de Laval-Bois-Dauphin. Elle sera la mère du cardinal d'Orléans, Pierre IV du Cambout de Coislin.
- Charlotte Séguier (1622-5 juin 1704), qui épouse en 1639 Maximilien III de Béthune, duc de Sully, puis, en 1668, Henri de Bourbon-Verneuil.

Les vestiges de son château abritent l'actuelle mairie de l'Étang-la-Ville.

### Carrière
Il est maître des requêtes de l'hôtel (le 23 août 1618) puis intendant départi en Auvergne puis en Aunis et Saintonge, en 1621, enfin intendant en Guyenne de 1620 à 1624 aux côtés du duc d'Épernon qui favorise sa carrière. Il devient président à mortier au parlement de Paris en 1624 par survivance de la charge de son oncle Antoine. Il revend la charge de président en 1633, ce qui lui assure une fortune conséquente. 

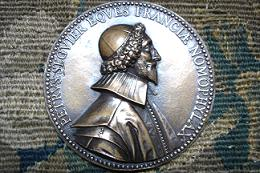
Pierre Séguier, garde des sceaux en 1633. Médaille par Jean Warin

Le 28 février 1633, il est nommé garde des sceaux sous le ministère du cardinal de Richelieu puis, à la mort du chancelier Étienne Ier d'Aligre, devient chancelier de France. Il prête serment le 19 décembre 1635. Pendant la Fronde, la régente rétablit le marquis de Châteauneuf dans sa charge de garde des sceaux le 2 mars 1650 tandis que le chancelier se retire à Pontoise puis Rosny. Châteauneuf doit rendre les sceaux le 3 avril 1651 ; ils sont alors confiés à Mathieu Molé qui ne les garde que quelques jours, car ils sont rendus dès le 13 avril au chancelier. À nouveau rétabli comme garde des sceaux le 8 septembre 1651, Molé les garde jusqu'à sa mort le 3 janvier 1656. De 1651 à 1656, le chancelier revenu au Conseil cohabite avec Molé dans des conditions assez difficiles. À la mort de Molé, les sceaux reviennent à Séguier jusqu'à sa propre mort en 1672.
Tous les officiers de justice dépendent donc de lui pendant à peu près quarante années, ce qui veut dire que toute l'administration du royaume, pendant cette période, repose sur lui. Laissé dans l'ombre par les fortes personnalités de Richelieu et de Mazarin, il joue pourtant un rôle essentiel dans la continuité des politiques de centralisation et d'acheminement vers un gouvernement qu'on appellera plus tard absolutiste. Il instruit des procès célèbres comme celui du marquis de Cinq-Mars en 1642 ou de Nicolas Fouquet en 1661 et scelle, le 4 décembre 1634, les Lettres patentes de l'Académie française.
Dès 1635, il s'intéresse au peintre Charles Le Brun qui lui est présenté par Mathurin Renaud de Beauvallon, cousin du jeune homme, et cela lui permet d'étudier les beaux-arts à Rome, entre 1642 et 1645. Il est son protecteur officiel jusqu'à ce que Le Brun devienne en 1662 premier peintre du roi Louis XIV. Un célèbre tableau de Charles Le Brun Le Chancelier Seguier le montre à cheval. Au décès de Séguier, Le Brun organise un fastueux service funéraire par l'intermédiaire de l'Académie royale de peinture et de sculpture.

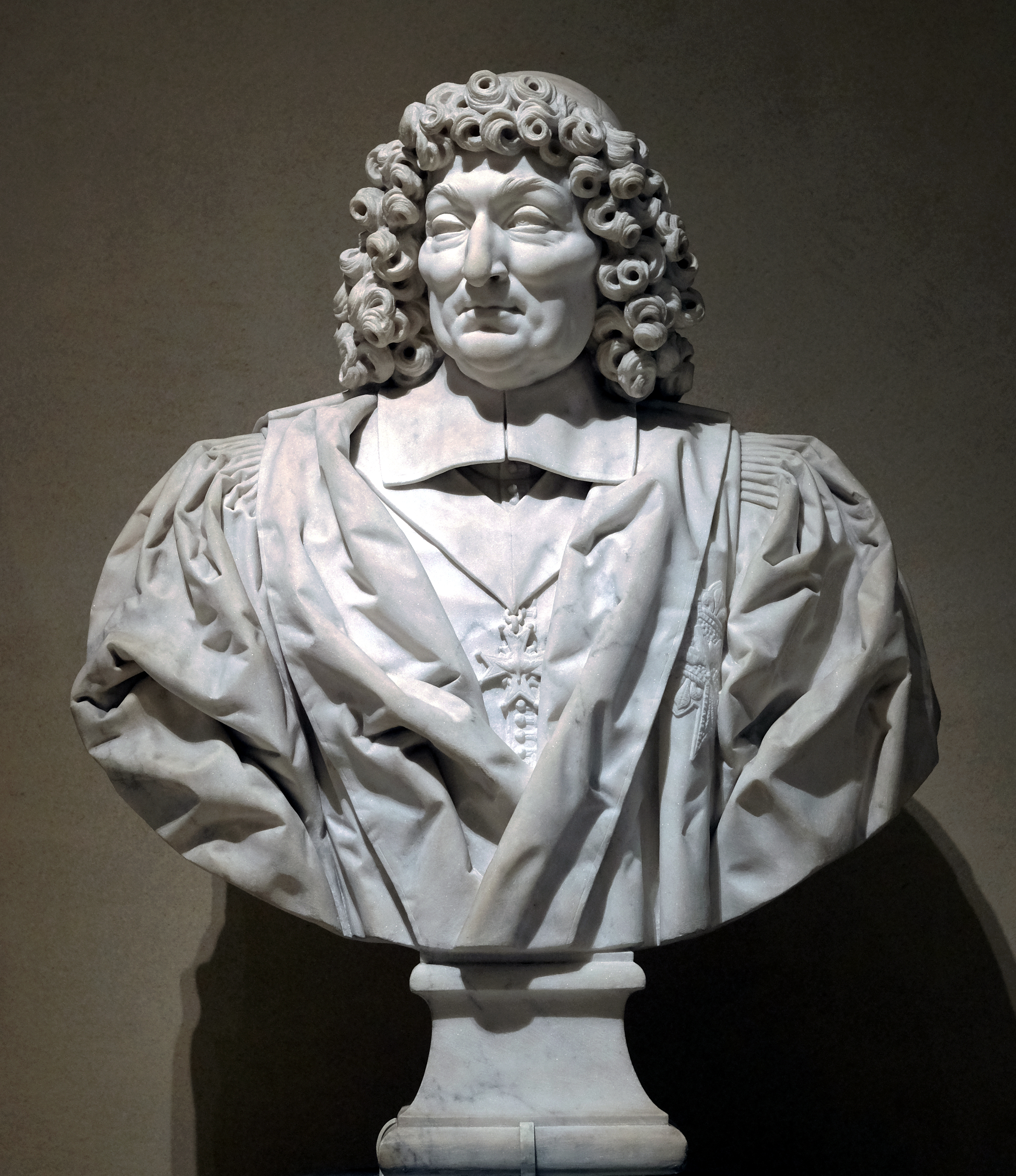
Buste de Pierre Séguier par Gérard-Léonard Hérard vers 1671-1673 (musée du Louvre, MR2163).

En 1639, il est chargé de combattre la révolte des Nus-Pieds en Normandie contre l'augmentation de la gabelle. Il organise une répression très dure, exécutant de nombreux révoltés.
Après la mort du Cardinal Richelieu en 1642, il devient le protecteur de l'Académie française, dont il a été élu membre en 1635.
Lié au cardinal Mazarin, il est l'un des acteurs de l'accession d'Anne d'Autriche à la régence en 1643. Il influence notamment le parlement pour qu'il casse le testament de Louis XIII. Quand Mazarin devient chef du Conseil, il accède au rang de ministre d'État.
En 1652, sous la Fronde, il rejoint un temps Gaston de France et le prince de Condé, avant de retrouver le roi à Pontoise en août où il fait bâtir la chapelle de l'hôpital des pauvres enfermés dite de Notre Dame de Lorette. Il perd alors sa charge de garde des sceaux, qu'il ne retrouvera définitivement qu'en 1656 à la mort de Mathieu Molé.
Il est progressivement évincé des premiers cercles du pouvoir par Jean-Baptiste Colbert.
Il participe à la rédaction du Code Louis de 1667 et de l'ordonnance criminelle de 1670.

### Décès et testament

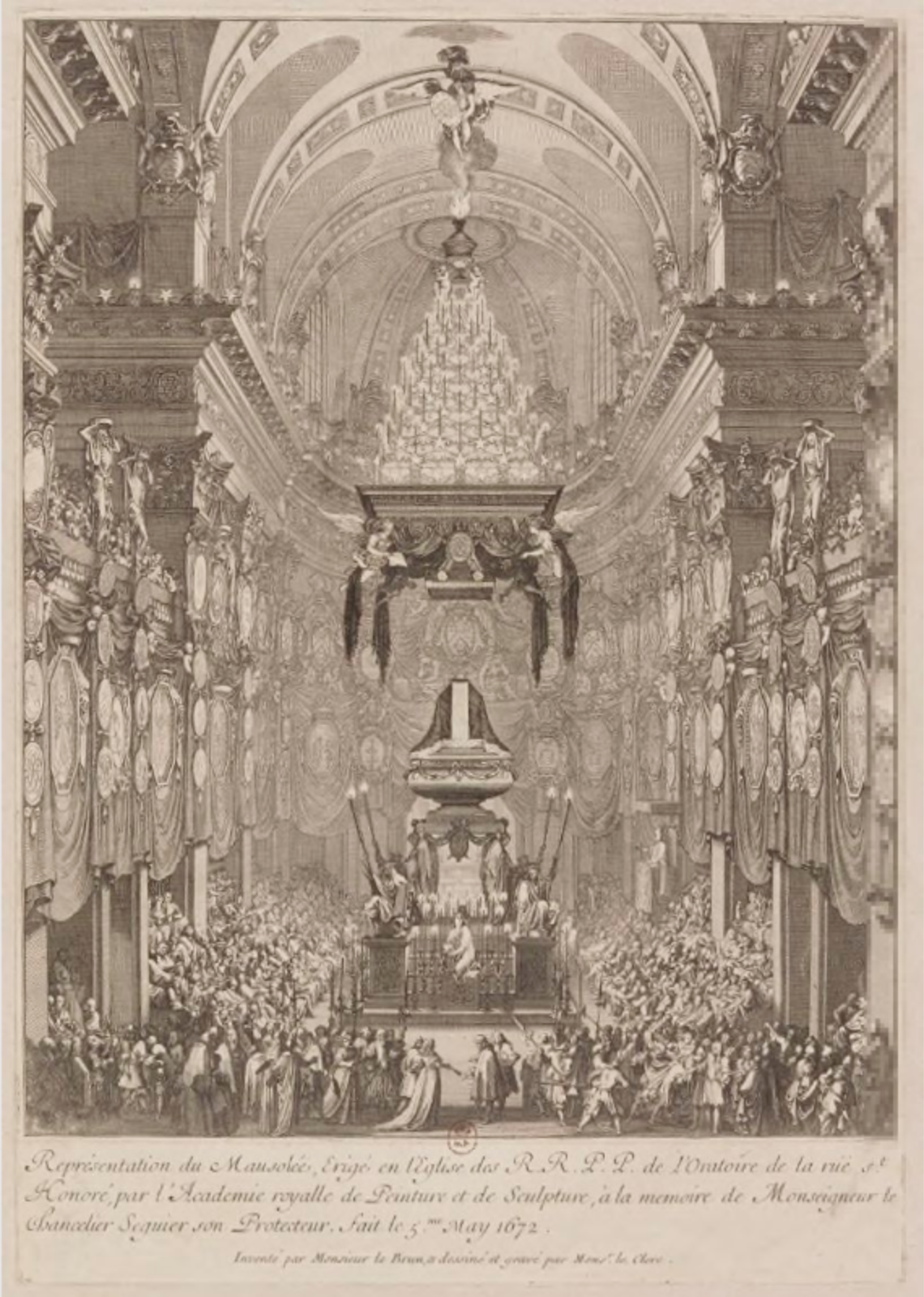
Mausolée érigé à l'Oratoire du Louvre par l'Académie Royale de Peinture et de Sculpture, à la mémoire de Monseigneur le Chancelier Seguier son protecteur, 1672, Leclerc et Le Brun

Pierre Séguier meurt à l'âge de 84 ans, le 28 janvier 1672 à Saint-Germain-en-Laye, dans l'hôtel de la Chancellerie (aujourd'hui l'Hôtel de ville). Son corps est solennellement inhumé le 18 mars 1672 au Carmel de Pontoise.
L'oraison funèbre prononcée à l'Oratoire du Louvre par Mascaron.
Henri-Charles de Coislin légua à l'abbaye de Saint-Germain-des-Prés la riche bibliothèque qu'il avait reçue en héritage du chancelier Séguier, et dont les débris ont été réunis après 1793 à la Bibliothèque royale (aujourd'hui Bibliothèque nationale de France, département des Manuscrits et, pour quelques pièces, département des Estampes).
De nos jours le fonds Séguier (archives et manuscrits) est conservé à la Bibliothèque nationale de France, à la British Library (une centaine de volumes dispersés dès 1720) et enfin à la Bibliothèque nationale de Saint-Pétersbourg (collection Doubrowski, acquise dans des conditions troubles à Paris pendant la période révolutionnaire).

### Héraldique
|  | Les armes de la famille Séguier se blasonnent ainsi : « D'azur au chevron d'or accompagné de deux étoiles de même en chef, et un mouton tranquille d'argent en pointe ». |

Ces armes sont des armes parlantes, en effet, en langue d'oc, « séguier » signifie mouton.
Elles sont aujourd'hui reprises dans les armoiries de la commune de L'Étang-la-Ville, commune des Yvelines dans laquelle la famille Séguier joua un rôle important.